# Historia Żydów w Prudniku

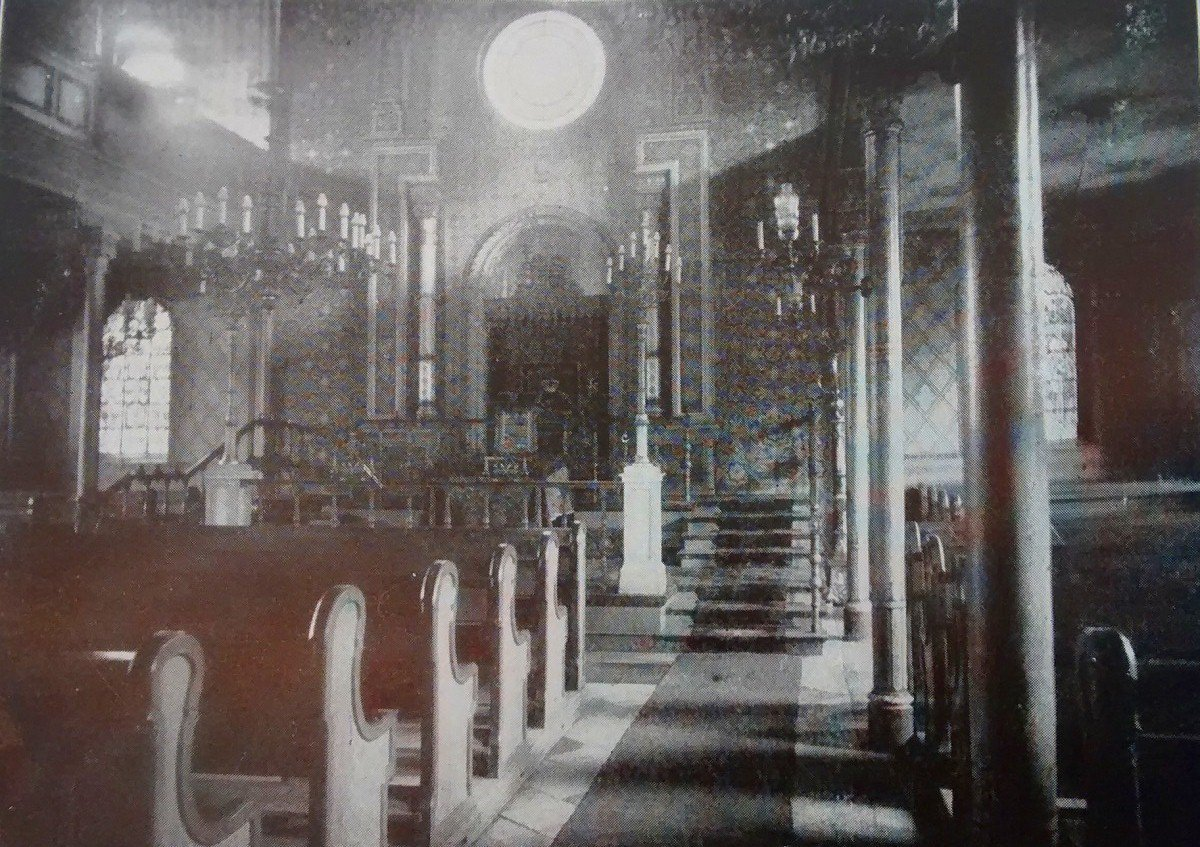
Wnętrze synagogi w Prudniku

Historia Żydów w Prudniku – historia społeczności żydowskiej w Prudniku.

## Historia społeczności

### Pierwsze osadnictwo
Pierwsze wzmianki dotyczące obecności Żydów w Prudniku pochodzą z 1350. W XV wieku trudnili się oni handlem i udzielaniem pożyczek książętom śląskim, a także prowadzili sklepy i warsztaty rzemieślnicze.
W 1534 w Prudniku, w którym przeważała ludność niemiecka, mieszkało 25 rodzin żydowskich, w tym 14 właścicieli domów, głównie przy współczesnej ul. Sobieskiego. Księgi miejskie z 1540 wzmiankują szkołę żydowską. Rok później, przedstawiciele rady żydowskiej Długi Mojżesz, Dawid Stary i Kaufmann wystosowali wniosek do rady miejskiej o sprzedaż gruntu. Miasto odsprzedało Żydom działkę na skarpie przy ul. Podgórnej (tzw. Góra Piaskowa), przy drodze do Jasiony, gdzie założono pierwszy cmentarz żydowski w Prudniku, który jednocześnie był pierwszym nowożytnym kirkutem na Śląsku.
W latach 1541–1570 wzmiankowano transakcje pieniężne prowadzone przez prudnickich Żydów. Stosunek władz Prudnika do społeczności żydowskiej przybrał negatywny wydźwięk po przybyciu do miasta dużej grupy Żydów z Korony Królestwa Polskiego w 1559. Na prośby mieszczan, w 1570 cesarz Rudolf II wygnał z Prudnika 28 rodzin żydowskich, a w 1576 Żydzi zostali pozbawieni prawa prowadzenia handlu. Władze Prudnika przyjęły privilegium de non tolerandis Judaeis (przywilej nieakceptowania Żydów). Żydzi z Prudnika zamieszkali w Białej i w Osobłodze.
Przychylny Żydom edykt tolerancyjny, wydany przez cesarza Karola VI w 1713, nie objął Prudnika. Kolejne ustawy, tym razem wydane przez władze Królestwa Prus, nadal nie obejmowały Prudnika. Było to spowodowane przyjęciem przez władze miasta privilegium de non tolerandis Judaeis.

### Powrót Żydów do miasta

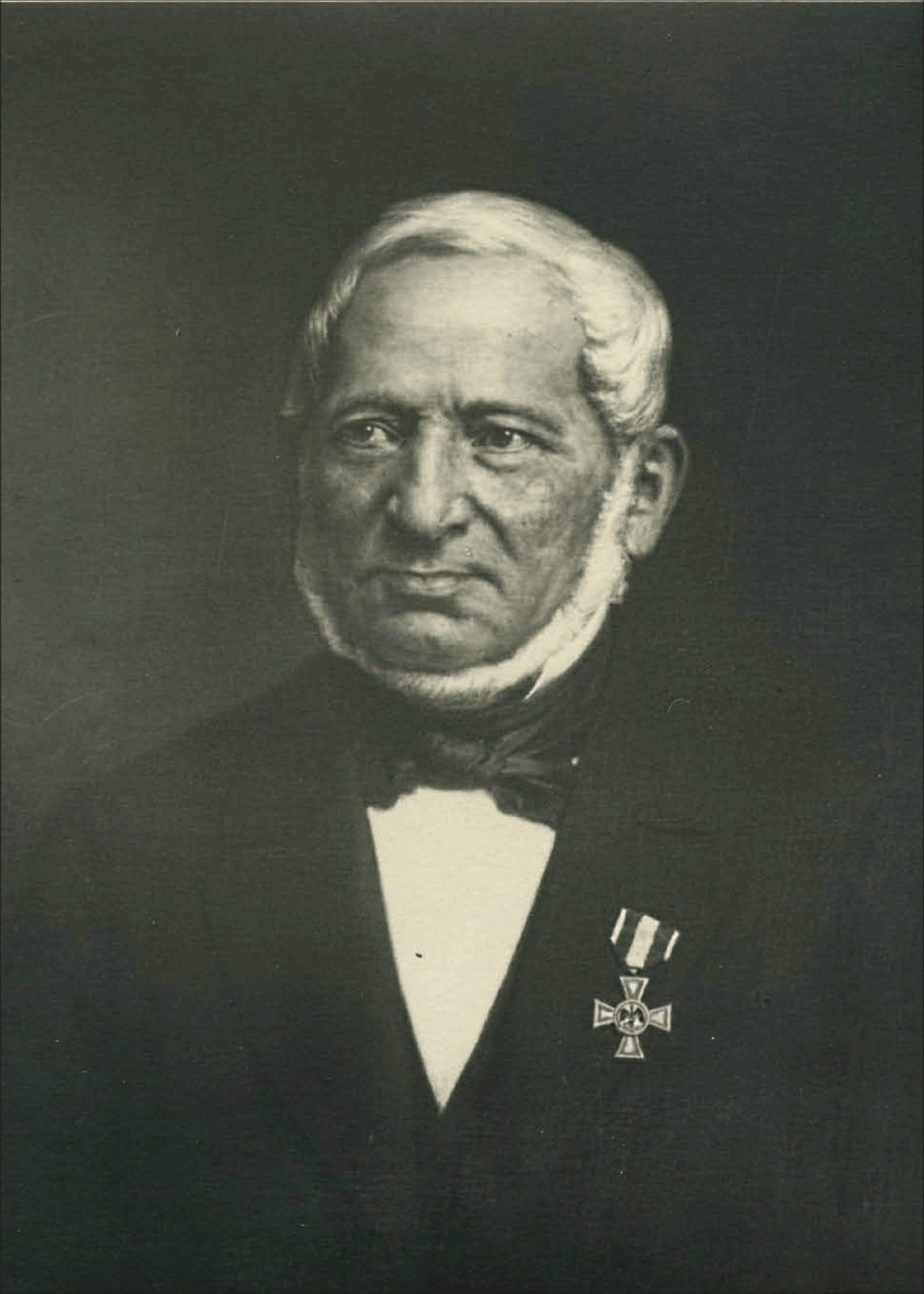
Samuel Fränkel

Żydzi mogli ponowie osiedlać się w Prudniku od 11 marca 1812, dzięki edyktowi emancypacyjnemu wydanemu przez króla Fryderyka Wilhelma III. W 1812 miejscowa gazeta urzędowa wspomniała obecność w mieście 4 Żydów, którzy otrzymali kwalifikacje obywatelskie: Mendel Wolf, Hirschel Levi, Sussbach i Saul Schneider. W 1816 modlitwy były odprawiane w izbie w domu przy ul. Wąskiej, następnie przy ul. Zamkowej. W 1817 w Prudniku mieszkało 41 Żydów.
W 1828 w mieście żyło 127 Żydów, a w całym powiecie prudnickim – 1357. W 1837 do Prudnika przeprowadził się z Gliwic żydowski lekarz – Jacob Preiss. W 1840 Żydzi, zaliczani do finansowej elity miasta, stanowili 2,3% mieszkańców. W 1845 Samuel Fränkel założył w Prudniku fabrykę włókienniczą, znaną po 1945 jako Zakłady Przemysłu Bawełnianego „Frotex”. Od 1846 modlitwy odprawiano w oficynie domu nr 9 na Rynku.

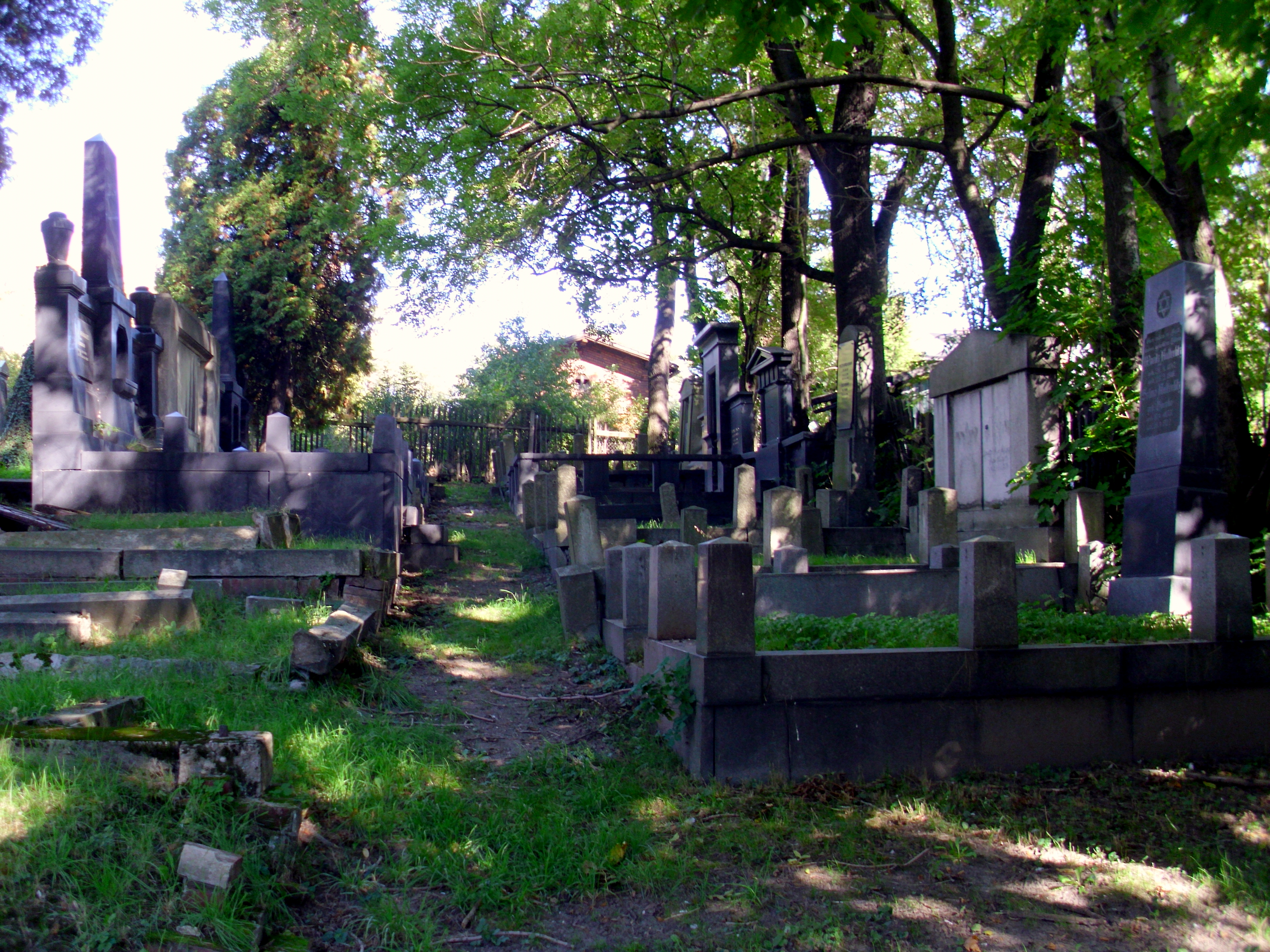
Cmentarz żydowski

Prudniccy Żydzi chowani byli na cmentarzu w pobliskiej Białej. W 1849 postulowali przekazanie im części nowego cmentarza komunalnego. W 1854 prudnicka gmina żydowska uzyskała osobowość prawną. W 1859 założony został cmentarz żydowski przy ul. Kolejowej.

### Działalność gminy żydowskiej
W 1861 w Prudniku mieszkało 174 Żydów. W latach 1867–1892 Josef Bass był przewodniczącym żydowskiego towarzystwa dobroczynnego w Prudniku. Prudnicka gmina żydowska weszła w skład założonego w 1872 Związku Górnośląskich Gmin Synagogalnych (Oberschlesische Synagogen-Gemeinden). Synagoga w Prudniku została wzniesiona w 1877, poświęcona 3 maja 1877 przez Samuela Fränkla. W 1880 w mieście żyło 184 Żydów. Prudnik tworzył wspólną gminę żydowską z Szybowicami, w których mieszkały 4 rodziny żydowskie.

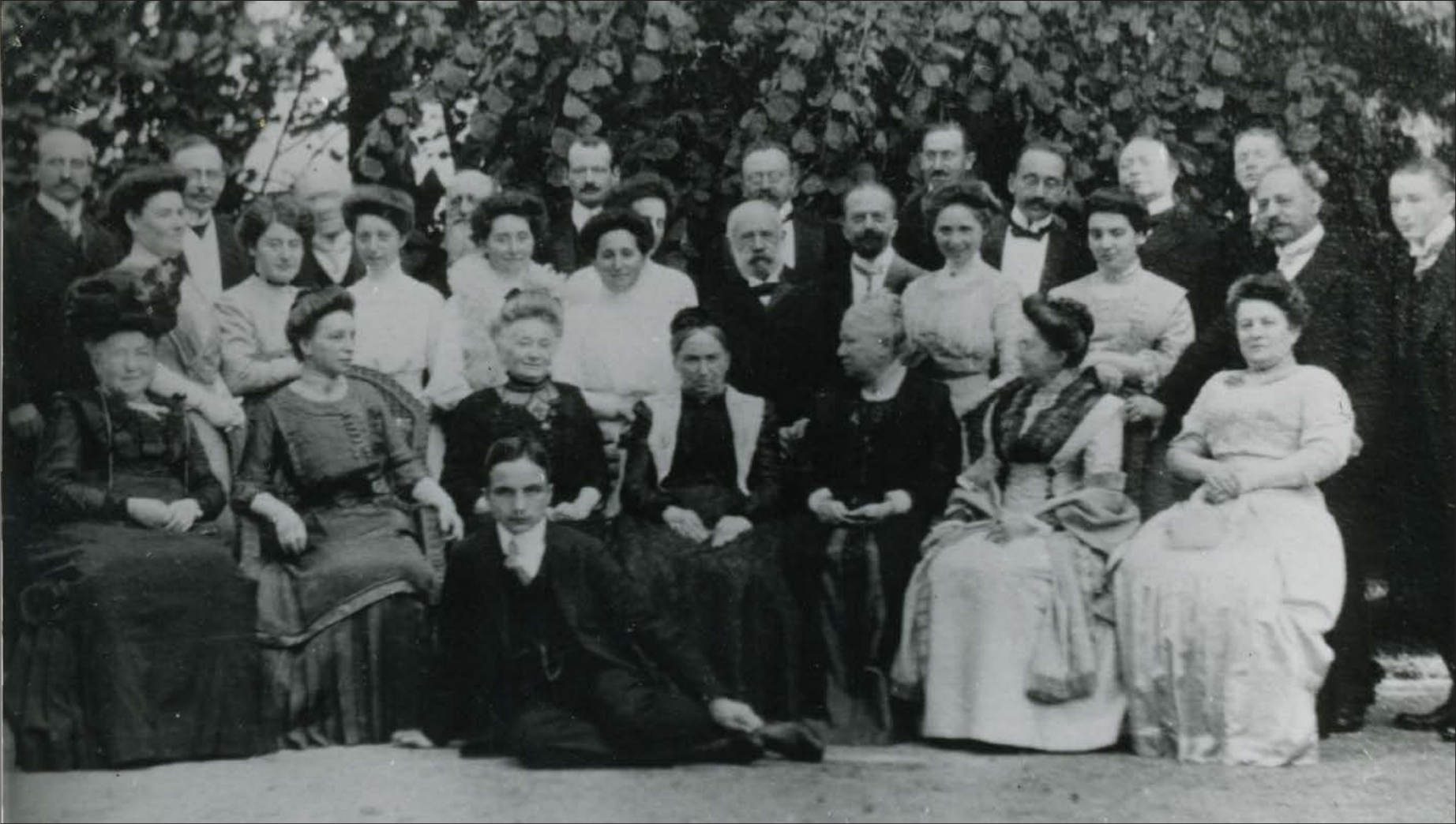
Portret rodzinny Fränklów i Pinkusów

Zamożni prudniccy Żydzi odznaczali się działalnością dobroczynną na rzecz miasta. W 1904 Emanuel Fränkel przekazał 9000 talarów na budowę pomnika cesarza Wilhelma I. Abraham Fränkel ofiarował miastu 50 000 marek dla potrzebujących bez względu na wyznanie. Max Pinkus i jego żona Hedwig zbudowali szpital dla pracowników fabryki włókienniczej, a w 1910 przekazali go miastu. Fränklowie i Pinkusowie fundowali również stypendia dla zdolnych i biednych uczniów Królewskiego Gimnazjum w Prudniku. Dofinansowali oni również budowę łaźni miejskiej, klasztoru bonifratrów i kościoła ewangelickiego. Wznieśli osiedlę domów robotniczych we wschodniej części miasta (obecnie Kolonia Karola Miarki). Z ich inicjatywy uregulowano koryto rzeki Prudnik, wybrukowano ulice i zbudowano most na ul. Nyskiej.
W 1906 gmina żydowska wybudowała kaplicę i budynek bramny na cmentarzu. W 1907 do Królewskiego Gimnazjum w Prudniku uczęszczało 7 żydowskich uczniów, a w 1911 – 8. Na przełomie XIX i XX wieku Żydzi zaczęli migrować do dużych miast, jak Wrocław i Berlin. W związku z tym, ich liczba w Prudniku zmalała – w 1910 było ich 114. W 1914 na własność synagogi w Prudniku przeszły judaika z Białej, w której w tymże roku rozwiązano gminę żydowską. Równocześnie prudnicka gmina żydowska została właścicielem synagogi w Białej. Max Pinkus przewodził prudnickiej gminie żydowskiej od 1920 do swojej śmierci w 1934. W 1928 kantorem w prudnickiej synagodze był Loewenstein. Na czele Kolegium Reprezentantów stał nadsekretarz katastralny Julius Adler. W ramach gminy funkcjonowało stowarzyszenie dobroczynne Gemilus Chesed, kierowane przez Ernsta Fränkla, oraz stowarzyszenie obywateli niemieckich wyznania mojżeszowego, którym kierował lekarz Adolf Wolff.

### Reżim nazistowski

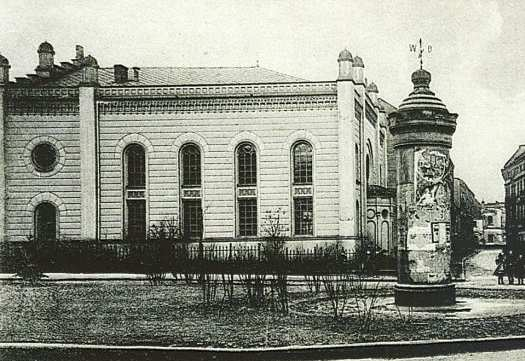
Synagoga

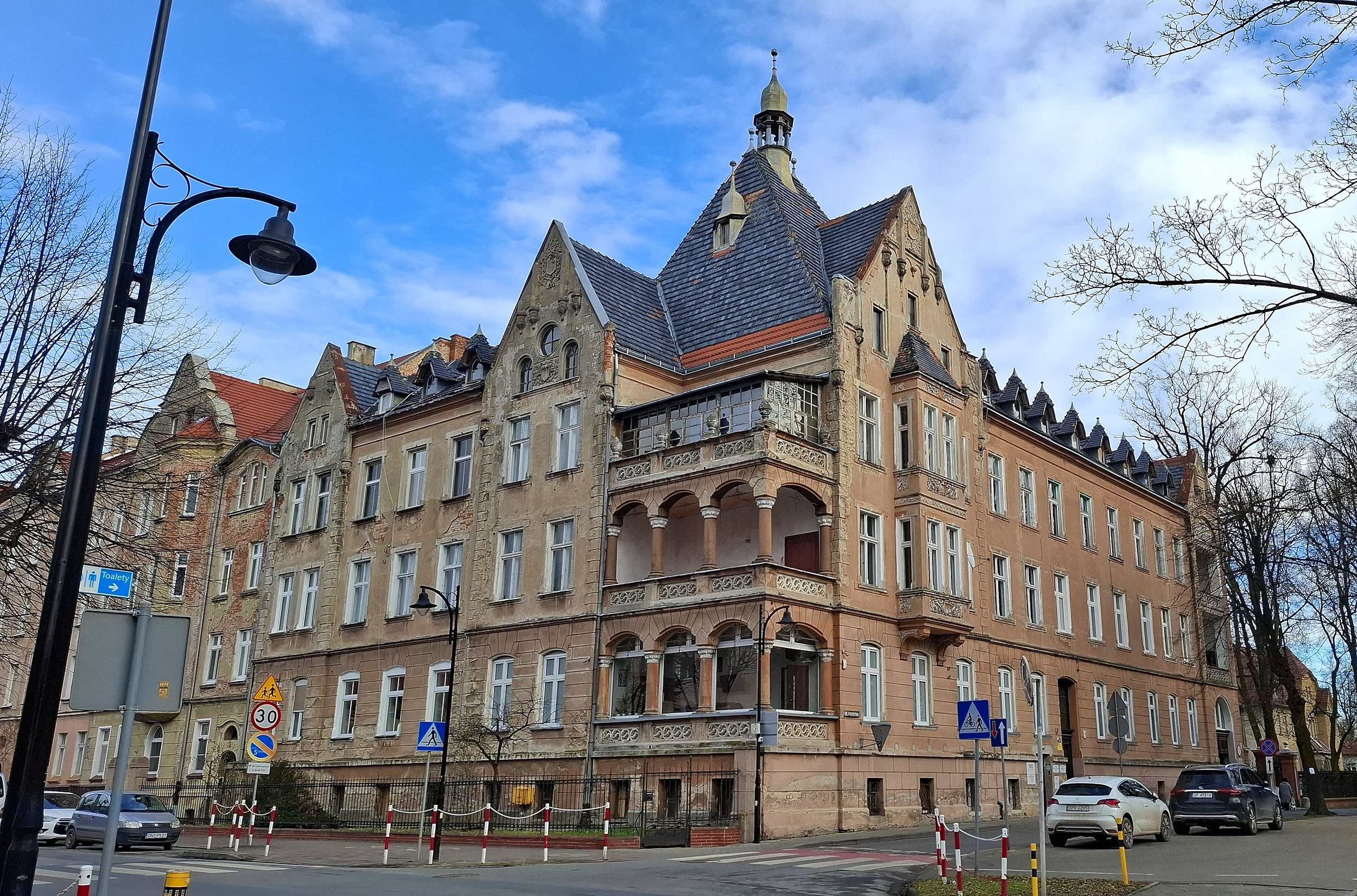
Kamienica Bodlaendera

Po dojściu nazistów do władzy w Niemczech przeprowadzono w Prudniku akcję bojkotu antyżydowskiego. Podczas nocy kryształowej w nocy z 9 na 10 listopada 1938 hitlerowskie bojówki spaliły synagogę w Prudniku. Zakład włókienniczy został przejęty przez administrację III Rzeszy, a fabrykanci Hans Pinkus i Ernst Fränkel zostali zmuszeni do emigracji. Znajdujący się na Rynku bank Maxa Bodlaendera, a także jego kamienica u zbiegu ulic Dąbrowskiego i Parkowej, zostały znacjonalizowane. Wydarzenia te skłoniły prudnickich Żydów do opuszczenia miasta. Spis ludności na dzień 17 maja 1939 odnotował obecność w Prudniku 79 Żydów. W 1939 cmentarz żydowski w Prudniku przeszedł na własność Zrzeszenia Żydów w Niemczech. W lipcu 1942 większość prudnickich Żydów została wywieziona do gett w Zagłębiu Dąbrowskim. 19 listopada 1942 w mieście przebywało 10 Żydów.

### Czasy polskie
Społeczność żydowska w Prudniku nie odrodziła się po II wojnie światowej. W 2022 w Prudniku formalnie mieszkał jeden wyznawca judaizmu. W 2001 Gmina Wyznaniowa Żydowska we Wrocławiu, w której zasięgu terytorialnym znajduje się Prudnik, wnioskowała o zwrócenie jej skweru, na którym stała synagoga, a także cmentarza żydowskiego. Gmina Prudnik przekazała te tereny gminie żydowskiej w 2009.
W mieście organizowane są wydarzenia przypominające jego żydowskie dziedzictwo. 21 sierpnia 2002 miasto wizytował ambasador Izraela w Polsce Szewach Weiss. 6 listopada 2022 odsłonięto makietę prudnickiej synagogi, spalonej w 1938.

## Demografia
| Rok  | Liczba mieszkańców | Liczba Żydów | Procent ogółu mieszkańców |
| ---- | ------------------ | ------------ | ------------------------- |
| 1534 | 114                | 25           | 22%                       |
| 1812 |                    | 4            |                           |
| 1817 |                    | 41           |                           |
| 1829 | 4000               | 127          | 3,2%                      |
| 1840 | 6125               | 146          | 2,4%                      |
| 1861 | 8700               | 174          | 2%                        |
| 1864 |                    | 178          |                           |
| 1880 |                    | 184          |                           |
| 1905 |                    | 117          |                           |
| 1910 | 18 856             | 114          | 0,6%                      |
| 1925 |                    | 110          |                           |
| 1939 | 17 339             | 79           | 0,5%                      |
| 1942 |                    | 10           |                           |